# Diastylis
Diastylis is een geslacht van zeekomma's dat behoort tot de familie Diastylidae. Het omvat de volgende soorten:
| - Diastylis abboti Gladfelter, 1975 - Diastylis abbreviata G. O. Sars, 1871 - Diastylis acuminata Jones, 1960 - Diastylis alaskensis Calman, 1912 - Diastylis algoae Zimmer, 1908 - Diastylis ambigua Le Loeuff & Intes, 1972 - Diastylis andeepae Alberico & Mühlenhardt-Siegel, 2010 - Diastylis anderssoni Zimmer, 1907 - Diastylis antillensis Sars, 1873 - Diastylis araruamae Petrescu & Bacescu, 1991 - Diastylis argentata Calman, 1912 - Diastylis aspera Calman, 1912 - Diastylis bidentata Calman, 1912 - Diastylis bispinosa (Stimpson, 1853) - Diastylis boecki Zimmer, 1930 - Diastylis bradyi Norman, 1879 - Diastylis brasilianus Bacescu & Petrescu, 1991 - Diastylis calderoni Donath-Hernandez, 1988 - Diastylis californica Zimmer, 1936 - Diastylis catalinae Alberico & Mühlenhardt-Siegel, 2010 - Diastylis corniculata Hale, 1937 - Diastylis cornuifer Blake, 1929 - Diastylis cornuta (Boeck, 1864) - Diastylis crenellata Watling & McCann, 1996 - Diastylis dalli Calman, 1912 - Diastylis delicata Jones, 1969 - Diastylis denticulata Jones, 1956 - Diastylis dollfusi Fage, 1928 - Diastylis doryphora Fage, 1940 - Diastylis echinata Bate, 1865 - Diastylis edwardsii (Krøyer, 1841) - Diastylis enigmatica Ledoyer, 1993 - Diastylis exilicauda Jones, 1969 - Diastylis galeronae Ledoyer, 1993 - Diastylis fabrizioi Alberico & Roccatagliata, 2008 - Diastylis fimbriata Sars, 1873 | - Diastylis gayi (Nicolet, 1849) - Diastylis geocostae Bacescu & Petrescu, 1991 - Diastylis gibbera Jones, 1969 - Diastylis goodsiri (Bell, 1855) - Diastylis granulata Zimmer, 1921 - Diastylis hammoniae Zimmer, 1902 - Diastylis hexaceros Zimmer, 1908 - Diastylis hirsuta Petrescu & Bacescu, 1991 - Diastylis horrida Sars, 1886 - Diastylis inermis Ledoyer, 1988 - Diastylis inornata Hale, 1937 - Diastylis inplicata Park & Hong, 1999 - Diastylis insularum (Calman, 1908) - Diastylis jonesi Reyss, 1972 - Diastylis justi Petrescu & Bacescu, 1991 - Diastylis koreana Calman, 1911 - Diastylis krameri Zimmer, 1921 - Diastylis laevis Norman, 1869 - Diastylis lazarevi Lomakina, 1955 - Diastylis lepechini Zimmer, 1926 - Diastylis loricata Lomakina, 1955 - Diastylis lucifera (Krøyer, 1837) - Diastylis manca (Sars), 1873 - Diastylis matsuei Gamo, 1968 - Diastylis mawsoni Calman, 1918 - Diastylis minidentata Muhlenhardt-Siegel, 2005 - Diastylis moskalevi Vassilenko & Tzareva, 2004 - Diastylis namibiae Day, 1980 - Diastylis neapolitana Sars, 1879 - Diastylis neozealanica Thomson, 1892 - Diastylis newberryi' Gerken, 2005 - Diastylis nitens Gamo, 1968 - Diastylis nucella Calman, 1912 - Diastylis omorii Gamo, 1968 - Diastylis ornata Lomakina, 1952 - Diastylis oxyrhyncha Zimmer, 1926 | - Diastylis paralaskensis Vassilenko & Tzareva, 1990 - Diastylis paraspinulosa Zimmer, 1926 - Diastylis paratricinta Kang & Lee, 1996 - Diastylis pellucida Hart, 1930 - Diastylis planifrons Calman, 1912 - Diastylis polaris Sars, 1871 - Diastylis polita Smith, 1879 - Diastylis pseudinornata Ledoyer, 1977 - Diastylis quadriplicata Watling & McCann, 1996 - Diastylis quadrispinosa G. O. Sars, 1871 - Diastylis racovitzai Bacescu & Petrescu, 1991 - Diastylis rathkei (Krøyer, 1841) - Diastylis richardi Fage, 1929 - Diastylis rostrata Goodsir, 1885 - Diastylis rugosa Sars, 1865 - Diastylis samurai Zimmer, 1943 - Diastylis santamariensis Watling & McCann, 1996 - Diastylis scorpioides (Lepechin, 1780) - Diastylis sculpta G. O. Sars, 1871 - Diastylis sentosa Watling & McCann, 1996 - Diastylis serratocostata Watling & McCann, 1996 - Diastylis spinulosa Heller, 1875 - Diastylis stygia Sars, 1871 - Diastylis sulcata Calman, 1912 - Diastylis sympterygiae Bacescu & Lima de Quieroz, 1985 - Diastylis tenebricosa Jones, 1969 - Diastylis tenuicauda Lomakina, 1967 - Diastylis tetradon Lomakina, 1955 - Diastylis tongoyensis Gergen & Watling, 1998 - Diastylis tricincta (Zimmer, 1903) - Diastylis tumida (Liljeborg, 1855) - Diastylis umatillensis Lie, 1971 - Diastylis utinomii Gamo, 1968 - Diastylis zimmeri Ledoyer, 1977 |